# 伍瑋謙
伍瑋謙（Ng Wai Him，2002年6月30日—），生於香港，香港足球運動員，司職守門員，現時效力香港超級聯賽球會冠忠南區。

## 球會生涯
伍瑋謙生於香港，從小立志成為守門員，在車路士足球學校受訓的他，曾跟隨車路士足球學校U13遠卦西班牙出戰地中海盃青年賽，雖然他們於四強碟賽中以0：2不敵對手出局，但伍瑋謙就於賽事中獲「金手套」獎，成為U13組別的最佳守門員。
在2018年，他帶領就讀的中學港島民生書院，在香港學界體育聯會舉辨的第三男子乙組(港島)足球比賽中，進入決賽，伍瑋謙在淘汰賽期間保持零失球，至決賽中以1-0落敗。在同年，伍瑋謙跟隨車路士足球學校U16在塞爾維亞集訓兼參加比賽，與傳統勁旅柏迪遜及紅星的青年軍交手，伍瑋謙從中奪得Atacante Cup的最佳門將獎項。
在2019年，伍瑋謙加盟愉園，外借至車路士足球學校U18，出戰香港丙組聯賽，但只有六次正選機會。在同年，伍瑋謙代表車路士足球學校出戰Nike 5 U18賽事，車路士足球學校於U18賽事勢如破竹，八強先以7：2大破HKIS，四強再以4：0橫掃理文16B，殺入決賽，在決賽敗於有多名五人足球員坐陣的晉峰栢禧U18。
在2019-2020賽季，伍瑋謙正式成為愉園的一隊成員，身穿22號的球衣，以17歲之齡，成為該球季隊內最年輕的球員。伍瑋謙希望將來在港超站穩陣腳，挑戰更高水平的足球。
2021/22賽季，伍瑋謙加盟冠忠南區。2021年12月6日，冠忠南區宣布與伍瑋謙提早續約至2023年。
2022/23賽季，伍瑋謙協助冠忠南區贏得菁英盃，他個人亦獲得經傳媒投票選出的賽事「U22星中之星」。
2024/25年賽季，伍瑋謙於香港足球明星選舉與隊友趙聰悟一同奪得最佳青年球員。

## 國際賽生涯
伍瑋謙從小被召入香港青年代表隊，成為各青年隊的一號門將，他跟隨香港青年代表隊參與不同的國際賽事，包括2017–2019年三屆的賽馬會國際青年足球邀請賽及2018年亞少盃外圍賽等，擁有豐富的國際賽經驗。
2023年9月，伍瑋謙入選香港隊出戰亞運會的決選名單。
2023年12月，伍瑋謙入選香港足球代表隊出戰亞洲盃的決選名單。
2024年9月5日，香港隊在斐濟HFC銀行球場迎戰所羅門群島，伍瑋謙首度為代表隊上陣。

## 榮譽
冠忠南區
- 香港菁英盃冠軍（2022–23, 2024–25）

個人
- 香港足球明星選舉 最佳青年球員（2024–25季度）

## 外部連結
- 香港足球會總會網頁球員註冊資料 （页面存档备份，存于）